# 山口昇 (神学者)
山口昇（やまぐち のぼる、1928年12月4日 - 2022年8月16日）は、日本の福音派牧師、神学校教師。横浜山手教会の初代牧師。玉川神の教会功労主任牧師、アレセイヤ聖書研究所所長。共立女子聖書学院院長、日本神の教会連盟連盟委員長、玉川聖学院非常勤講師、戸板女子短期大学非常勤講師、京都クリスチャンフェローシップ・センター顧問牧師などを歴任。

## 経歴
青山学院大学在学中にキリストを救い主と信じて、召命を受け、献身を決意する。同校卒業後、東京神学塾、米国フラー神学校で学ぶ。
2022年8月16日、老衰のため死去。93歳没。

## 人物
- 茶道、落語、クラシック音楽、華道、詩吟、仏教研究、茶室研究、古民具収集、書道、絵画鑑賞、古文研究など多趣味で知られる。
- 新改訳聖書の新約聖書研究員でコリント人への手紙第一を翻訳する。

## 著書
- 『ダニエル書』『マルコの福音書』『ヨハネの黙示録』新聖書注解、いのちのことば社
- 『マタイの福音書』（新聖書講解シリーズ）、いのちのことば社、1986年、ISBN：4-264-00578-7
- 『クリスチャン手紙の書き方-手紙・はがき・カード・教会用文書の例文 』、いのちのことば社、1991年、ISBN：4-264-01229-5
- 『クリスチャン・スピーチ・ハンドブック（証から司会まで）』、いのちのことば社、1998年、ISBN：978-4-264-01707-3
- 『新エッセンシャル聖書辞典』、山口昇監修、いのちのことば社、2006年、ISBN：4-264-02477-3

### 訳書
- 『神にゆだねよ』、ポーロ・S．リース著、いのちのことば社、1959年
- 『聖書教理ハンドブック』、ハロルド・リンゼル、チャールズ・ウッドブリッジ共著、いのちのことば社、1962年
- 『新約聖書における十字架』、レオン・モリス著、聖書図書刊行会、1977年
- 『神について』、J・I・パッカー著、いのちのことば社、1978年
- 『歴史的＝批評的研究方法の終焉 』、ゲルハルト・マイアー著、いのちのことば社、1978年
- 『イエス・キリストの黙示-ヨハネの黙示録注解』、ジョン・F・ワルブード著、いのちのことば社、1980年
- 『ハルマゲドン-最後の日に備えて』、ビリー・グラハム著、いのちのことば社、1980年、ISBN：4-264-00500-0
- 『マルコの福音書』（ティンデル聖書注解シリーズ）、R・アラン・コール著、いのちのことば社、2004年、ISBN：4-264-02231-2
- 『キリストは神か偽善者か？』ジョシュ・マクドウェル著、いのちのことば社、2005年
- 『民数記』（ティンデル聖書注解シリーズ）、ゴードン・J・ウェナム著、いのちのことば社、2007年、ISBN：978-4-264-02246-6